# Daniël Mijtens le Jeune
Daniël Mijtens le Jeune, ou Daniël Mijtens II, (prononcé en néerlandais : [ˈdaːnijɛl ˈmɛitəns]), né en août 1644 à La Haye et inhumé le 23 septembre 1688 à La Haye, est un peintre de l'âge d'or hollandais et le fils de Daniel Mytens l'Ancien, bien que certaines premières sources indiquent que son père était Jan Mijtens.

## Biographie
Daniël Mijtens est baptisé le 7 août 1644 à La Haye. Son année de naissance est parfois indiquée comme étant 1636 ou 1647.
Selon le RKD, Mijtens est l'élève de son père, peintre de la cour de La Haye, puis de son oncle.
D'après une biographie d'Arnold Houbraken, il voyage en Italie en 1666, où il se lie d'amitié avec Carlo Maratta et étudie aux côtés de Johann Carl Loth. Il rejoint également les Bentvueghels et prend le surnom de « Bontekraay » (le corbeau mantelé). 
De 1672 à 1688, il retourne à La Haye et est l'un des 48 signataires de la charte fondatrice de la Confrérie Pictura. Il peint l'une des quatre pièces d'angle du plafond du Boterwaag où les membres de la guilde se rencontrent. Les autres coins sont peints par Theodor van der Schuer, Augustinus Terwesten et Robbert Duval. Plus tard, il s'associe à ces derniers pour créer l'Académie royale des beaux-arts de La Haye. 
Danïel Mijtens est connu pour ses sujets mythologiques, ses décorations intérieures et ses portraits.
Il a pour élèves Lourens Bruyning, Nicolaes Hooft, Mattheus Terwesten et Elias Vinie.
Daniël Mijtens meurt en septembre 1688 à La Haye, où il est inhumé le 23.